# Virat Kohli
Virat Kohli (Delhi, 5 novembre 1988) è un crickettista indiano.

## Riconoscimenti e onorificenze

### Premi civili
- 2013 - Arjuna Award[1]
- 2017 - Padma Shri[2]
- 2018 - Rajiv Gandhi Khel Ratna[3]

### Premi sportivi
- Sir Garfield Sobers Trophy (2017, 2018)